# ドブラナ
ドブラナ（Dobrna）はスロベニアにある市。